# 山崎登
山崎 登（やまざき のぼる、1954年 - ）元NHK解説委員。元アナウンサー・記者。自然災害・防災研究家。国士舘大学教授。

## 人物
長野県大町市生まれ。1976年入局。初任地は盛岡だった。その後佐賀、長野でアナウンサーを歴任後、1988年に放送センターに異動し、報道局社会部・災害担当記者となり、地域防災のあり方や、大規模災害に現場を数多く取材。
1995年-1997年、NHK名古屋放送局記者・ニュースデスク。1998年に災害班デスクを歴任後、2000年より解説委員を長らく務めた。
現在、国士舘大学教授（防災・救急救助総合研究所 救急システム研究科 救急システム専攻）
息子はアートディレクター、グラフィックデザイナーの山崎晴太郎。

## 過去の出演番組
- FMリクエストアワー(長野局時代)
- 特報首都圏
- ウィークエンド中部（名古屋局時代）
- NHKスペシャル 深層崩壊が日本を襲う

## 著書
- 「地域防災力を高める　「やった」といえるシンポジウムを」
- 「災害情報が命を救う ― 現場で考えた防災」

その他